# Gaio Antistio Vetere (console 30 a.C.)
Gaio Antistio Vetere (dal latino: Gaius Antistius Vetus; 75 a.C. circa – dopo il 24 a.C.) è stato un politico e militare romano.

## Biografia

### Famiglia e carriera sotto Cesare
Figlio dell'omonimo propretore della Hispania Ulterior tra 69 e 68 a.C., sotto cui il giovane Gaio Giulio Cesare aveva prestato servizio come questore, Antistio iniziò la sua carriera come questore nominato dallo stesso Cesare, grande estimatore del padre, probabilmente nel 45 a.C.
In qualità di questore pro praetore, Antistio fu inviato nel 45 a.C. in Siria, dove assediò nella città di Apamea e combatté invano, nonostante l'arrivo da Roma di legati e soldati cesariani, il pompeiano Cecilio Basso e le sue due legioni, aiutate dagli arcieri dell'arabo Alcaudonio e, per breve tempo, dai Parti di Pacoro: probabilmente, per aver comunque messo in scacco Basso fino all'arrivo dei rinforzi, Antistio fu acclamato imperator dalle truppe.

### Dopo le Idi di Marzo
Ancora in Siria nel 44 a.C., Antistio, in quanto comandante nella regione orientale, non poté esimersi dal sostenere Bruto e i cesaricidi con i bottini che aveva ottenuto nella provincia e che stava riportando a Roma, una somma stimata di 500.000 dracme. Uno scambio epistolare tra lo stesso Bruto e Cicerone, che stimavano e sostenevano calorosamente Antistio, lo mostra in ogni caso volenteroso e attaccato alla causa della Repubblica, tanto da rifiutare apertamente di unire le sue forze a quelle dell'antoniano Publio Cornelio Dolabella al suo passaggio in Acaia e da presentarsi di persona all'accampamento di Bruto con il denaro dalla Siria.
Nel 43 a.C. tornò a Roma per candidarsi alla pretura ma non fu eletto. Ritornò quindi da Bruto come suo legato. È probabile che abbia combattuto a Filippi contro i partigiani di Cesare, ma sia poi passato dalla parte di Ottaviano dopo la sconfitta dei cesaricidi o, meno probabilmente, dopo la battaglia di Nauloco.

### Carriera sotto Ottaviano Augusto
Dopo essere stato presumibilmente eletto pretore con il sostegno del suo nuovo patrono Ottaviano, Antistio fu inviato, nel 35-34 a.C., probabilmente come legatus pro praetore in Gallia Comata, dove combatté vittoriosamente contro i Salassi della Valle d'Aosta: Antistio li attaccò senza che loro se lo aspettassero, occupò con stratagemmi i passi alpini, li assediò per due anni, finché i Salassi non si arresero e dovettero accettare la presenza di una guarnigione romana. Solo quando Antistio lasciò la provincia, i Salassi si ribellarono, venendo poi soggiogati definitivamente da Messalla Corvino e Varrone Murena. Nel 30 a.C. fu console suffectus insieme al suo patrono Ottaviano dalle calende di luglio alle idi di settembre. Tre anni dopo, nel 27 a.C., Antistio fu inviato fino al 24 a.C. come legatus Augusti pro praetore in Hispania Tarraconensis, dove al fianco di Augusto, assentatosi momentaneamente sui Pirenei a causa di una grave malattia, combatté con successo contro i bellicosi Cantabri e Asturi, che lo avevano sottovalutato a causa dell'assenza di Augusto e che videro i propri eserciti sconfitti e alcune loro città catturate da Antistio.
Forse acquirente della villa di Cicerone a Pozzuoli dopo la morte del proprietario suo amico, Antistio ebbe un solo figlio, Gaio, che fu console nel 6 a.C., da cui ebbe come nipoti Gaio e Lucio, consoli rispettivamente nel 23 e 28.